# Вільям Кент Крюгер
Вільям Кент Крюгер (англ. William Kent Krueger) — американський письменник детективного жанру, лауреат кількох престижних літературних премій. Найбільш відомий своєю серією романів із головним персонажем Корком О'Коннором. Дія серії відбувається переважно в Міннесоті. У 1999 році письменнику присуджено премію Ентоні за найкращий перший роман. Його роман «Звичайна благодать» отримав премію Едгара По як найкращий роман 2013 року. У 2019 році його роман «Ця ніжна земля» майже шість місяців був у списку бестселерів New York Times.

## Біографія
Крюгер згадує, що захотів стати письменником із третього класу школи, коли його оповідання «Ходячий словник» було схвалено вчителем і батьками. Пізніше Крюгер зауважив, що його улюблена книга — «Убити пересмішника» Гарпер Лі. Він ріс, читаючи Ернеста Хемінгуея, Джона Стейнбека, Френсіса Скотта Фіцджеральда та Джеймса Т. Фаррелла (James Thomas Farrell). Крюгер потім зауважив, що Тоні Гіллерман і Джеймс Лі Берк найбільше вплинули на його творчість.
Навчався в Стенфордському університеті, але його академічний шлях обірвався, коли він вступив у конфлікт з адміністрацією університету під час студентських протестів навесні 1970 року. Упродовж своєї молодості він забезпечував себе лісозаготівлею, копанням котлованів, роботою на будівництві та публікаціями як незалежний журналіст; він ніколи не припиняв писати.
Багато років писав оповідання та етюди, але лише у віці 40 років закінчив рукопис свого першого роману «Сталеве озеро». Отримав премію Ентоні за найкращий перший роман, премію Баррі теж за найкращий перший роман, книжкову премію Міннесоти (Minnesota Book Award) і премію Лофт-Макнайт (англ. Loft-McKnight Fiction Award) у жанрі фантастики.
Крюгер вважає за краще писати рано вранці. Він почав писати у 30-річному віці, йому доводилося знаходити час для написання рано вранці перед тим, як йти на роботу в університет Міннесоти. Вставав о 5:30 ранку, йшов до сусіднього ресторану «St. Clair Broiler», де пив каву та писав від руки в зошитах у дротяній палітурці. В обмін на його лояльність ресторан влаштував для нього презентацію книг. На одному з них персонал одягнув футболки з написом «Приємне місце для відвідування. Чудове місце для смерті». Ресторан назавжди закрився восени 2017 року.
Крюгер вирішив розгорнути серіал про Корка О'Коннора на півночі Міннесоти. Він зрозумів, що великий відсоток населення там має змішане походження. У коледжі він хотів стати соціальним антропологом; зацікавився дослідженнями культури оджибве та вставляв інформацію у свої книги. Дія його книг відбувається в індіанських резерваціях і навколо них. Корк О'Коннор частково є оджибве, а частково — ірландцем. Крюгер зауважив:
|  | Історія була марним дослідженням. Бо люди так і не навчилися. Століття за століттям вони чинили однакові звірства один проти одного або проти землі, і єдине, що змінилося, це масштаби бійні... Совість була дияволом, який мучив людину. Разом народ роздавив його так само легко, як наступити на ромашку. |

Крюгер одружений і має двох дітей. Живе в Сент-Полі, Міннесота.

## Твори

### Романи з Корком О'Коннором
- Iron Lake (Сталеве озеро) (1998) (отримав премії Ентоні та Баррі)
- Boundary Waters (Межові води) (1999)
- Purgatory Ridge (Хребет чистилища) (2001) (отримав премію Діліс)
- Blood Hollow[en] (Кривава низина) (2004) (отримав премію Ентоні)
- Mercy Falls[en] (Милосердя падає) (2005) (отримав премію Ентоні)
- Copper River (Мідна річка) (2006)
- Thunder Bay (Тандер Бей) (2007)
- Red Knife (Червоний ніж) (2008)
- Heaven's Keep (Небесна фортеця) (2009)
- The Vermilion Drift (Кіноварний дрейф) (2010)
- Northwest Angle (Північно-західний кут) (2011)
- Trickster's Point (Трикстерс Пойнт) (2012)
- Tamarack County (Округ Тамарак) (2013)
- Windigo Island (Острів Віндіго) (2014)
- Manitou Canyon (Каньйон Маніту) (2016)
- Sulfur Springs (Сірчані джерела) (2017)
- Desolation Mountain (Гора запустіння) (2018)
- Lightning Strike (Удар блискавки) (2021)
- Fox Creek (Лисяний крик) (2022)

### Інші романи
- The Devil's Blood (Кров диявола) (2003)
- Ordinary Grace[en] (Звичайна благодать) (2013) (отримав премії Діліс і Едгара По)
- The River We Remember (Річка, яку ми пам'ятаємо) (2023)

### Антології
- «Hixton» in Crimes By Moonlight, Berkley Publishing (ebook, 2010) / Гікстон.
- «Bums» in USA Noir, Akashic Books (soft cover, 2013) / Безхатченки.

## Нагороди
- Bush Artist Fellowship, 1988 / Стипендія акторів Буша.
- Loft-McKnight Fiction Award 1998 / Нагорода Лофт-Макнайт з фантастики.
- Minnesota Book Award[en] 1999 / Книжкова премія Міннесоти.
- Премія Ентоні за перший роман 1999 (за «Сталеве озеро»).
- Премія Баррі за перший роман 1999 (за «Сталеве озеро»).
- Friends of American Writers Prize, 1999 / Премія друзів американських письменників
- Minnesota Book Award[en] 2002 / Книжкова премія Міннесоти (за «Хребет чистилища»).
- Readers Choice Award 2003 / Нагорода вибору читачів.
- Премія Ентоні за найкращий роман 2005 року (за «Кривава низина»).
- Премія Ентоні за найкращий роман 2006 року (за «Милосердя падає»).
- Minnesota Book Award[en] 2007 / Книжкова премія Міннесоти (за «Мідна річка»).
- Northeastern Minnesota Book Awards[en] 2007 / Північно-східна Міннесотська книжкова премія (за «Тандер Бей»)
- Премія Діліс 2008 року (за «Тандер Бей»)
- Minnesota Book Award[en] 2008 / Книжкова премія Міннесоти (за «Тандер Бей»).
- Midwest Booksellers Choice Award, 2013 / Нагорода книготорговців Середнього Заходу (за «Звичайна благодать»)
- Премія Едгара Алана По 2013 (за «Звичайна благодать»)